# Microlinyphia sterilis
Microlinyphia sterilis är en spindelart som först beskrevs av Pietro Pavesi 1883.  Microlinyphia sterilis ingår i släktet Microlinyphia och familjen täckvävarspindlar. Inga underarter finns listade i Catalogue of Life.